# High Play
High Play è un film muto del 1917 diretto da Edward Sloman.

## Produzione
Il film fu prodotto dalla American Film Company.

## Distribuzione
Distribuito dalla Mutual Film, uscì nelle sale cinematografiche USA il 9 aprile 1917. In Danimarca, prese il titolo Spillebulen.